# Сулейманов, Мазахир Габуллах оглы
Сулейманов Мазахир Габуллах оглы (азерб. Məzahir Həbulla oğlu Süleymanov; род. 28 января 1944, Мамедкасымлы, Зердабский район) — азербайджанский актёр театра и кино. Народный артист Азербайджана (2008).

## Биография
Мазахир Сулейманов родился 28 января 1944 года в с. Мамедкасымлы Зердабского района.
После окончания факультета драмы и кино Института искусств им. М.А. Алиева, в ноябре 1972 года начал работу в Сумгаитском Государственном музыкально-драматическом театре им. Г. Ареблинского. 
За период карьеры исполнил более 100 различных образов, включая роли в зарубежных классических пьесах и произведениях азербайджанских и мировых драматургов.

## Фильмография
- «Mənim ağ şəhərim («Мой белый город») (1993)
- «Беседы победителей»
- «Нарды»
- «Ağ dünya» («Белый мир») (1995)
- «Yük» («Груз») (1995)
- «Bəsdir, ağlama!» («Не плачь!») (1999)
- «Yanmış körpülər» («Горящие мосты») (2007)
- «Cavid ömrü» («Жизнь Джавида») (2007)
- «Кавказ» (2007)
- «Qüdsi (2007)
- «Seçilən» («Избранный») (2008)
- «Tək olanda qorxma…» («Не бойся, оставшись один…») (телесериал, 2013)
- «Toy gecəsi» («Ночь свадьбы») (сериал, 2013)
- «Xeyirlə şərin rəqsi» («Танец добра и зла») (2015)

## Награды и звания
- 2005, 2006 и 2012 — Награды Президента Республики Азербайджан[уточнить]
- Заслуженный артист Азербайджана (2006)
- Народный артист Азербайджана (2008)[6]